# 슈퍼 펀치 아웃!! (1984년 비디오 게임)
《슈퍼 펀치 아웃!!》는 닌텐도가 제작한 아케이드 권투 스포츠 게임이다. 《펀치 아웃!!》 시리즈의 두 번째 게임이자 같은 해 발매됐던 《펀치 아웃!! (1984)》의 후속작이다.
전작의 게임플레이를 유지하나 새로운 상대선수를 추가하고 기존의 공격회피 시스템에 숙이기를 추가한 차이점이 있다.

## 개발
닌텐도 개발 제삼부가 개발을 담당했으며 다케다 겐요가 감독했다.

## 출시
2020년 8월 20일, 닌텐도 스위치로 햄스터 코퍼레이션의 '아케이드 아카이브스' 시리즈의 일부로서 재출시됐다.

## 참조

### 주해
1. ↑  영어: Super Punch-Out!!, 일본어: スーパーパンチアウト！！